# اگیواس ارمولاوس
اگیواس ارمولاوس (به لاتین: Agios Ermolaos) یک منطقهٔ مسکونی در قبرس است که در ناحیه گیرنه واقع شده‌است.